# Premi Pere Casaldàliga a la Solidaritat
El Premi Pere Casaldàliga a la Solidaritat és un premi que atorga anualment el Festival Internacional de Cinema Social de Catalunya a tota «entitat o persona que, per la seva obra o actitud, hagi contribuït a fer que la solidaritat entre els pobles o les persones sigui un fet i no tan sols un desig».

## Premiats
- 2004: Bages per tothom
- 2005: C.C.ONG Ajuda al Desenvolupament de Sant Sadurní d'Anoia
- 2006: Acsur-Las Segovias
- 2007: Enrique de Castro
- 2008: Pallassos sense fronteres
- 2009: Jordi Planas[2]
- 2010: Inshuti
- 2011: Unió Romaní
- 2012: Arcadi Oliveres
- 2013: Plataforma d'Afectats per la Hipoteca
- 2014: SICAR cat
- 2015: Casal Claret de Vic
- 2016: Proactiva Open Arms
- 2017: Arrels Fundació[3]
- 2018: Projecte VOZES
- 2019: Escenaris Especials[4]
- 2021: Lligam dona
- 2022: Cooperativa l’Olivera[5]
- 2023: Fita de Càritas Arxiprestal de Manresa[6]